# Zehnerligavoetbalkampioenschap
Het Zehnerligavoetbalkampioenschap was van 1909 tot 1913 een van de regionale voetbalcompetities van de West-Duitse voetbalbond. De opzet was de tien (Duits: zehn) sterkste clubs tegen elkaar uit te spelen uit de competities van Zuidrijn, Noordrijn en Ruhr.
Na vier seizoenen werd de competitie weer opgeheven. De vier kampioenen werden later ook West-Duits kampioen.

## Erelijst
- 1910 Duisburger SpV
- 1911 Duisburger SpV
- 1912 Cölner BC 01
- 1913 Duisburger SpV